# كريستوفر فابيان
كريستوفر فابيان (بالإنجليزية: Christopher Fabian)‏ هو مهندس أمريكي، ولد في 18 أبريل 1980 في نيويورك في الولايات المتحدة.